# Cmentarz Hlubočepski
Cmentarz Hlubočepski (cz. Hlubočepský hřbitov) – cmentarz położony w stolicy Czech w dzielnicy Praga 5 (Hlubočepy) przy ulicy Žvahovskiej.

## Historia
Cmentarz ma kształt regularnego prostokąta o powierzchni 0,51 ha, znajduje się na nim 967 miejsc pochówku w tym 231 grobów urnowych, od początku istnienia pochowano tu 13723 osób (stan na 2001). Najstarsze nagrobki znajdują się w dolnej, południowej części cmentarza oraz wzdłuż wschodniego i zachodniego muru. Przy północnej ścianie kostnicy z przełomu XIX i XX wieku znajduje się pomnik bezimiennych ofiar wojny.